# Pagar Puding
Pagar Puding is een bestuurslaag in het regentschap Tebo van de provincie Jambi, Indonesië. Pagar Puding telt 3547 inwoners (volkstelling 2010).